# Kolarstwo na Letnich Igrzyskach Olimpijskich 2012 – wyścig drużynowy mężczyzn
Wyścig drużynowy mężczyzn podczas Letnich Igrzysk Olimpijskich 2012 rozegrany został między 2 a 3 sierpnia na torze London Velopark w Londynie.

## Terminarz
| Data            | Godzina |                |
| --------------- | ------- | -------------- |
| 2 sierpnia 2012 | 16:42   | Eliminacje     |
| 3 sierpnia 2012 | 16:18   | Pierwsza runda |
| 3 sierpnia 2012 | 17:59   | Finały         |

## Wyniki

### Eliminacje
Wyniki:
| Pozycja | Państwo          | Zawodnicy                                                           | Wynik    | Uwagi |
| ------- | ---------------- | ------------------------------------------------------------------- | -------- | ----- |
| 1.      | Wielka Brytania  | Edward Clancy Geraint Thomas Steven Burke Peter Kennaugh            | 3:52.499 | Q,    |
| 2.      | Australia        | Jack Bobridge Glenn O’Shea Rohan Dennis Michael Hepburn             | 3:55.694 | Q     |
| 3.      | Nowa Zelandia    | Sam Bewley Westley Gough Marc Ryan Jesse Sergent                    | 3:57.607 | Q     |
| 4.      | Dania            | Lasse Norman Hansen Michael Mørkøv Rasmus Quaade Casper von Folsach | 3:58.298 | Q     |
| 5.      | Rosja            | Jewgienij Kowalow Iwan Kowalow Aleksiej Markow Aleksandr Sierow     | 3:59.264 | Q     |
| 6.      | Hiszpania        | Pablo Bernal Sebastian Vedri David Juaneda Albert Barcelo           | 4:02.113 | Q     |
| 7.      | Kolumbia         | Juan Arango Edwin Ávila Arles Castro Weimar Roldán                  | 4:03.712 | Q     |
| 8.      | Holandia         | Levi Heimans Jenning Huizenga Wim Stroetinga Tim Veldt              | 4:03.818 | Q     |
| 9.      | Belgia           | Gijs Van Hoecke Dominique Cornu Jonathan Dufrasne Kenny De Ketele   | 4:04.053 |       |
| 10.     | Korea Południowa | Choi Seung-Woo Jang Sun-JAe Park Keon-woo Park Seon-Ho              | 4:07.210 |       |

### Pierwsza runda
Wyniki:
| Pozycja | Wyścig | Drużyna         | Wynik    | Uwagi |
| ------- | ------ | --------------- | -------- | ----- |
| 1.      | 4      | Wielka Brytania | 3:52.743 | Q     |
| 2.      | 3      | Australia       | 3:54.317 | Q     |
| 3.      | 3      | Nowa Zelandia   | 3:56.442 | Q     |
| 4.      | 2      | Rosja           | 3:57.237 | Q     |
| 5.      | 4      | Dania           | 3:57.396 |       |
| 6.      | 1      | Hiszpania       | 3:59.520 |       |
| 7.      | 2      | Holandia        | 4:04.029 |       |
| 8.      | 1      | Kolumbia        | 4:05.485 |       |

### Finały
Wyniki:

#### Runda medalowa
| Pojedynek       | Drużyna         | Czas     | Pozycja |
| --------------- | --------------- | -------- | ------- |
| o złoty medal   | Wielka Brytania | 3:51.659 | złoto   |
| o złoty medal   | Australia       | 3:54.581 | srebro  |
| o brązowy medal | Nowa Zelandia   | 3:55.952 | brąz    |
| o brązowy medal | Rosja           | 3:58.282 | 4.      |

#### Runda klasyfikacyjna
| Pojedynek    | Drużyna   | Czas     | Pozycja |
| ------------ | --------- | -------- | ------- |
| o 5. miejsce | Dania     | 4:02.671 | 5.      |
| o 5. miejsce | Hiszpania | 4:02.746 | 6.      |
| o 7. miejsce | Holandia  | 4:04.569 | 7.      |
| o 7. miejsce | Kolumbia  | 4:04.772 | 8.      |